# 類人猿ターザン
もしかして
- 類猿人ターザン

ではありませんか？